# Čerpnjak
Čerpnjak je priimek v Sloveniji, ki ga je po podatkih Statističnega urada Republike Slovenije na dan 1. januarja 2025 uporabljalo 150 oseb in je med vsemi priimki po pogostosti uporabe uvrščen na 2.979. mesto. V Pomurski statistični regiji je na 194. mestu. Najbolj pogost je na Goričkem.

## Znani nosilci priimka
- Anton Čerpnjak, veteran slovenske osamosvojitvene vojne
- Mirko Čerpnjak, hokejist
- Silva Čerpnjak, slovenistka, teologinja